# Régis Mathieu
Pour les articles homonymes, voir Mathieu.
Régis Mathieu, né le 8 octobre 1971, est un artisan français, bronzier d'art, restaurateur, créateur et éditeur de lustres, fondateur et propriétaire de l'entreprise Mathieu Lusterie, labellisée Entreprise du Patrimoine Vivant (EPV).

## Biographie

### Débuts et formation
Régis Mathieu est le fils d'Henri et Yvette Mathieu. Son père crée une lustrerie en 1948, à Saint-Jérôme à Marseille. L'entreprise comptait alors plus de 200 salariés. Henri Mathieu est le créateur de « la fameuse collection de luminaires à spirales cinétiques ». Il décède lorsque Régis Mathieu a 11 ans, en 1982, et sa mère poursuit l'activité jusqu'en 1992, mais l'entreprise « menace de fermer définitivement ses portes », Régis Mathieu précisant qu'alors « les lustres d'antan étaient tombés en désuétude ». Il décide alors de « créer des luminaires au style contemporain ».
Fils cadet de la famille, Régis Mathieu reprend alors l'entreprise en 1992,,, parallèlement à ses études, un Master of Business Administration, (MBA) en commerce international réalisé à Marseille, intégrant donc l’entreprise familiale de restauration et de fabrication de lustres.

### L'entreprise Mathieu Lustrerie
En 2001, après ses 20 premières années passées à Marseille, il restaure une ancienne usine d'ocre, bâtie au 19e siècle et désaffectée depuis 1930, à Gargas (Vaucluse), dans le Luberon en Provence. Passionné d'Histoire de l'Art, il y installe ses ateliers où il anime une équipe d’une quinzaine de restaurateurs spécialistes dans le travail du bronze — ciseleurs, doreurs et monteurs en bronze — qui réalisent aujourd’hui les restaurations de la plupart des lustres des Monuments Historiques nationaux et étrangers. L'entreprise prend le nom de Mathieu Lustrerie. Il y travaille également avec son épouse Hélène, originaire du Luberon, rencontrée durant son adolescence.

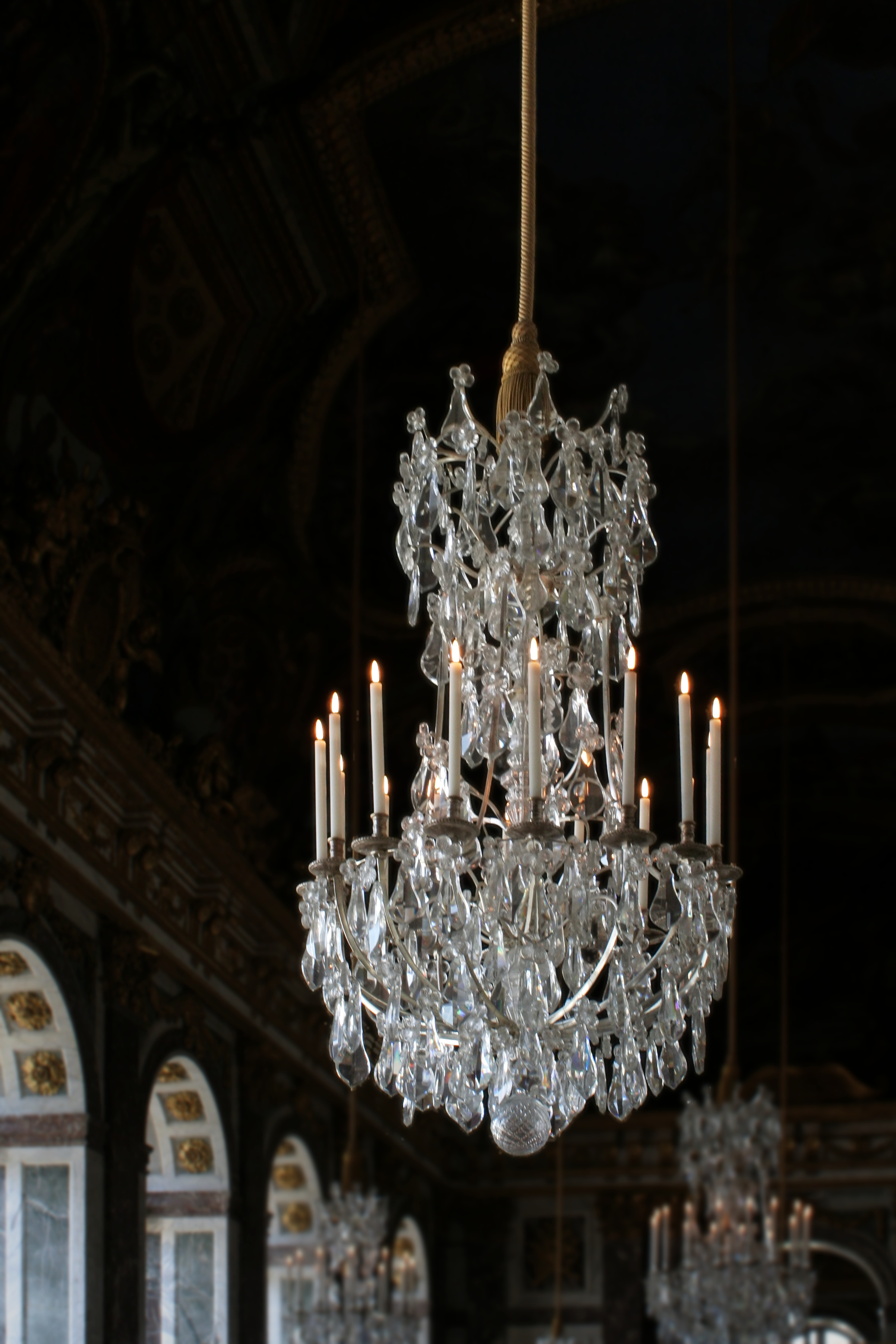
Un lustre de la galerie des Glaces du château de Versailles.

L'entreprise « développe une triple activité de restauration, de création et d’édition. »
La lustrerie restaure les  lustres du château de Versailles en 2004, et amène Régis Mathieu à repenser une forme d'éclairage à l'électricité. Il crée alors une nouvelle sorte d'ampoule LED, les « Bougies Mathieu », qui « sont des ampoules spécifiques qui restituent l’ambiance des soirées aux chandelles d’autrefois », une ampoule LED pour tous ses lustres « Evolution One », « qui est censée restituer parfaitement le look mais surtout l’ambiance lumineuse d’une flamme d’une vraie bougie, son halo et sa couleur ». Les « Bougies Mathieu » obtiennent un brevet en 2006.
En 2005, la reconnaissance du travail de l’entreprise a été officialisée avec l’obtention du Prix National de la Société d'encouragement aux métiers d'art (SEMA) pour la restauration et la conservation du lustre monumental de la Salle Garnier (opéra de Monte-Carlo à Monaco).
En 2007, l’entreprise est labellisée Entreprise du Patrimoine Vivant, (EPV), label créé « pour distinguer des entreprises françaises aux savoir-faire artisanaux et industriels d’excellence ».
En 2008, l'entreprise avait déjà travaillé pour plusieurs marques, dont Hermès, Christian Lacroix, Chanel, Cartier et Louis Vuitton.
Le Mobilier national a fait l’acquisition d’un lustre Saturne et l’entreprise a restauré de nombreux Monuments nationaux,, et à l’étranger tels que le château de Versailles, le théâtre municipal de Fontainebleau, l’Opéra de Monte-Carlo à Monaco et l’Opéra de Paris, l’Académie de musique de Philadelphie, et le Palais de Laxmi Vilas, à Vadodara en Inde.
En effet, il connaît l'Inde depuis le début des années 2000 pour y rechercher du cristal de roche. Il s'y rend plusieurs fois par an depuis plus d'une quinzaine d'années, le pays connaissant une nouvelle classe de personne fortunées, s'intéressant au luxe, et aux lustres.
De nombreuses boutiques de luxe à travers le monde, ainsi que les maisons de haute joaillerie font appel à son savoir-faire pour réaliser des lustres « sur mesure » correspondant à leur image.
Artiste contemporain, Régis Mathieu s’inspire de certaines formes décoratives du passé, et associe son savoir-faire traditionnel de travail du bronze à de nombreux matériaux, tels que le cristal de roche, la porcelaine, l’argent, l’or, le bois, des miniaturisations électriques, ou les pierres semi-précieuses pour occuper l’espace : il joue avec les formes et la lumière, considérant qu’un lustre est, selon ses dires, « comme un bijou suspendu au plafond ».
En 2008, l'entreprise compte 25 salariés. En 2011, elle vend 500 luminaires par an, possède deux magasins à New York et en Inde, ainsi qu'un show room en Russie,, et quelques années plus tard, est implantée en Chine, et en 2015, ouvre un atelier en Inde.
En 2013 est ouverte la Galerie Lumières à Paris,, place Beauvau,.
Fin 2014, l'entreprise réalise « 5 millions d'euros de chiffre d'affaires (x 25 en vingt ans), dont 70% à l'export », et 6 millions l'année suivante.
En décembre 2014, l'entreprise reçoit le trophée national Institut national de la propriété industrielle, (INPI) dans la catégorie « Design ». La PME a été distinguée pour « avoir su transformer ses innovations en objets de marché, véritables leviers de croissance ».
Après une période géométrique inspirée par les astres avec les collections de lustres Saturne, Orbite ou Odyssée dans les années 2000, il explore les formes artistiques de la nature, comme l’avait fait Ernst Haeckel au début du XXe siècle, et crée une collection, au milieu des années 2010, inspirée des fonds marins, avec les appliques Cirripédia, ou encore les lustres Oursin et Méduse.

### Le Musée de lustres

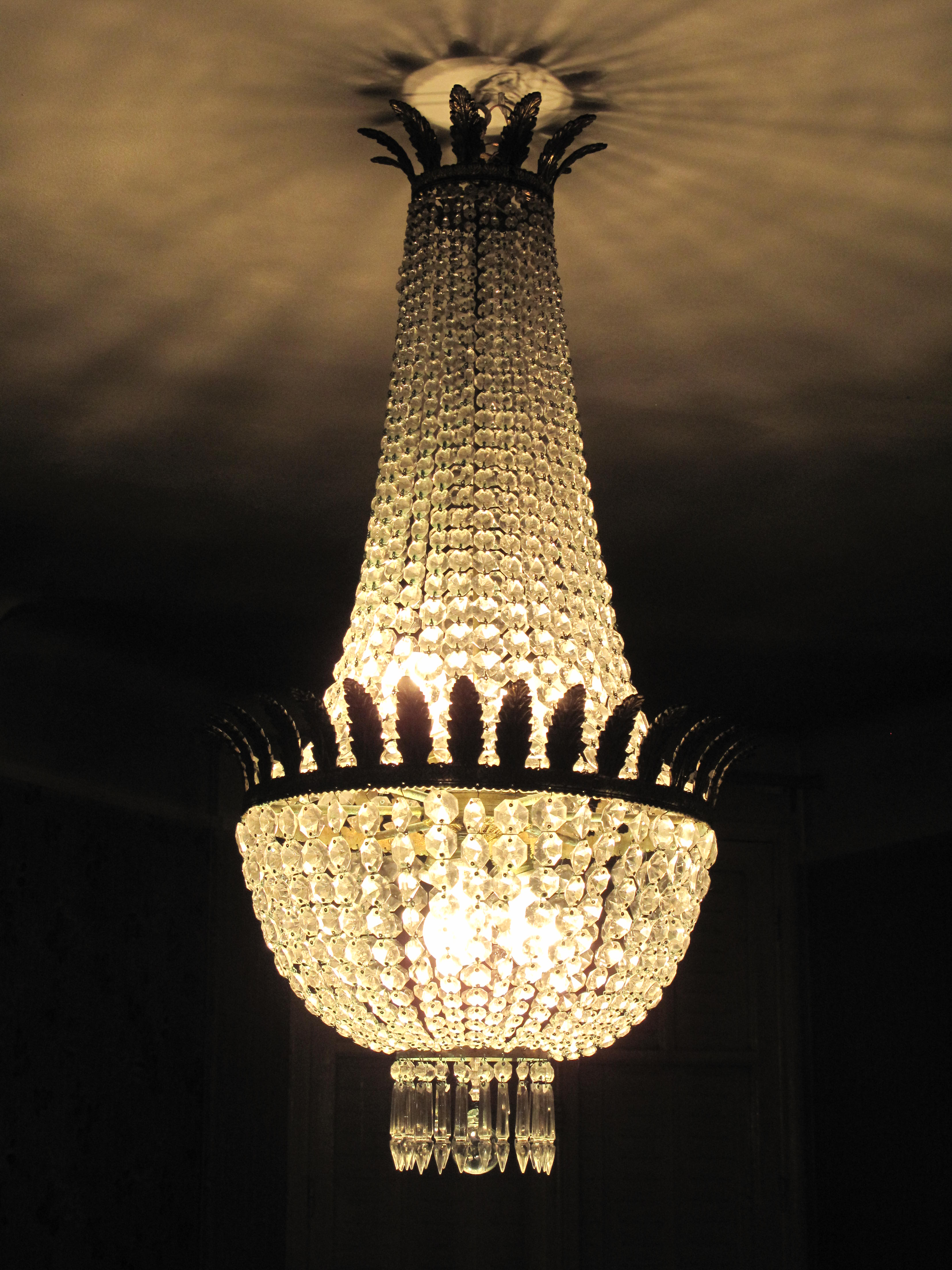
Un exemple de lustre : le lustre montgolfière.

Régis Mathieu a ouvert sur le lieu de son entreprise un musée de lustres, sur plus de 1 000 mètres carrés, qui comptait plus de 250 modèles de tous les pays, en 2013. Le plus ancien date du XVe siècle : « Je l’ai repéré dans un tableau d’un peintre hollandais » précise Régis Mathieu.
S'appuyant sur cette collection, il publie en 2013 aux éditions Le Passage l'ouvrage Lumières, une brève histoire du lustre, une « histoire illustrée du lustre grâce à ses collections et des tableaux venus des plus grands musées du monde ».
Fin 2014, le musée accueille 120 000 visiteurs par an. En 2016, il se sépare d'une cinquantaine de pièces.
Régis Mathieu collectionne également les automobiles, et les expose une fois par an.
En septembre 2017, le lieu « se double d'un salon de thé et d'une librairie spécialisée dans les ouvrages sur les métiers d'art ».

### Collectionneur de Porsche
Régis Mathieu, dès sa jeunesse, est attiré par les voitures, notamment les Coccinelle et les Porsche. À la fin des années 1980, à l'âge de 17 ans, il obtient sa première voiture, une Volkswagen Coccinelle. Il réunit peu a peu plus d'une vingtaine de Porsche parmi lesquelles une 904 GTS, une 718 RSK, une méconnue 356 Carrera Abarth ou encore la 911 S ayant appartenu à Ferry Porsche
En 2018, il expose pour la première fois sa collection de voitures anciennes ainsi que certains de ses lustres lors d'une exposition à la Cité de l'automobile, produite par Culturespaces, pour les 70 ans de la marque sportive Porsche[réf. nécessaire].

## Prix et label
- 2005 : Prix National de la Société d'encouragement aux métiers d'art[1] (SEMA) pour la restauration et la conservation du lustre monumental de la Salle Garnier (opéra de Monte-Carlo à Monaco).

- décembre 2014 : Trophée national Institut national de la propriété industrielle[3],[12] (INPI) dans la catégorie « Design ». La PME a été distinguée pour « avoir su transformer ses innovations en objets de marché, véritables leviers de croissance[12] ».

- Depuis 2007, l’entreprise est labellisée Entreprise du Patrimoine Vivant[2],[7] (EPV).

## Brevet
- « Bougies Mathieu », un brevet de l’entreprise en 2006[3], ces ampoule LED[6],[5] « sont des ampoules spécifiques qui restituent l’ambiance des soirées aux chandelles d’autrefois[2] ».

## Publication
- Régis Mathieu, Lumières, une brève histoire du lustre : à travers les collections du Mathieu museum, Gargas/Paris/New York, éditions Le Passage, octobre 2013, 213 p. (ISBN 978-2-84742-281-8)

## Expositions
Les expositions « hors les murs » : 
- été 2013 : « Lumières », Musée Louis Vouland, Avignon
- avril 2015 : Salon Paris Beaux-Arts, Carrousel du Louvre, Paris
- mars 2017 : Pavillon des arts et du design (PAD), Paris
- septembre 2017 : Biennale des Antiquaires, Grand Palais, Paris
- septembre 2017 : AD intérieur, La Monnaie de Paris
- été 2018 : Porsche, chefs-d’œuvre de Régis Mathieu, Cité de l'Automobile, Mulhouse[18].

## Travaux
L'entreprise a effectué de nombreux travaux à travers le monde :
| Année       | Lieu                                                          | Pays       | Ville                                 | Nature des travaux                                                             |
| 2017        | Hôtel de Crillon                                              | France     | Paris                                 | Place Vendôme                                                                  |
| 2017        | Cité de l'économie et de la monnaie                           | France     | Paris                                 | Restauration des luminaires                                                    |
| 2017        | Château d’Azay-le-Rideau                                      | France     | Azay-le-Rideau                        | Restauration des appartements                                                  |
| 2017        | Opéra-Comique                                                 | France     | Paris                                 | Restauration générale                                                          |
| 2017        | Château de Fonscolombe                                        | France     | Puy-Sainte-Réparade, Bouches-du-Rhône |                                                                                |
| 2016        | Sénat                                                         | France     | Paris, Palais du Luxembourg           | Restauration des appartements                                                  |
| 2016        | Banque de France                                              | France     | Paris, Hôtel de Toulouse              | Restauration de la Galerie dorée                                               |
| 2016        | Boutique Van Cleef                                            | Angleterre | Londres                               |                                                                                |
| 2016        | Château de Chantilly                                          | France     | Chantilly                             | Restauration des petits appartements                                           |
| 2016        | Automobile Club de France                                     | France     | Paris, Place de la Concorde           | Restauration des salons                                                        |
| 2016        | Boutique Guerlain,                                            | France     | Paris, avenue des Champs Elysées      | Vitrines du mois de septembre                                                  |
| 2015-2016   | Palais de Laxmi Vilas                                         | Inde       | Vadodara Gujarat                      | Restauration des lustres du Durbar Hall                                        |
| 2015        | Château de Sceaux                                             | France     | Sceaux                                | Restauration de l’Orangerie                                                    |
| 2015        | Palais du Pharo                                               | France     | Marseille                             | Restauration des salons d’honneur                                              |
| 2014        | Boutique Vacheron-Constantin                                  | France     | Paris, Rue de la Paix                 | Ouverture                                                                      |
| 2014        | Musée du Louvre                                               | France     | Paris                                 | Mécénat pour salle de collection du Mobilier XVIIIe siècle                     |
| 2013        | Cathédrale Notre-Dame                                         | France     | Paris                                 | Restauration du grand lustre                                                   |
| 2013        | Historial Jeanne d'Arc                                        | France     | Rouen                                 | Restauration des lustres de l’Hôtel d’Estouteville et de la Chapelle d’Aubigné |
| 2013        | Hôtel de Beauharnais (résidence de l'ambassadeur d’Allemagne) | France     | Paris                                 |                                                                                |
| 2012-2013   | Château de Fontainebleau                                      | France     | Fontainebleau                         | Théâtre impérial                                                               |
| après 2008  | Conseil d’État                                                | France     | Paris                                 |                                                                                |
| après 2008  | Salle Wagram                                                  | France     | Paris                                 |                                                                                |
| après 2008  | Collection Wallace                                            | Angleterre | Londres                               |                                                                                |
| 2008,       | Académie de musique                                           | États-Unis | Philadelphie                          | Lustre de neuf mètres de haut                                                  |
| 2008,       | Palais Farnèse                                                | Italie     | Rome                                  |                                                                                |
| 2008,       | Opéra de Monte-Carlo                                          | Monaco     | Monaco                                |                                                                                |
| 2008,       | Ministère de la Marine                                        | France     | Paris                                 |                                                                                |
| 2008,       | Singerie du Château de Chantilly                              | France     | Chantilly                             |                                                                                |
| 2008,       | Château de Maisons-Laffitte                                   | France     | Maisons-Laffitte                      |                                                                                |
| Avant 2008, | Petit Trianon                                                 | France     | Paris                                 | Quinze lanternes hexagonales                                                   |
| Avant 2008, | Opéra Garnier, Grand Foyer                                    | France     | Paris                                 | Candélabres                                                                    |
| Avant 2008, | Opéra Garnier, Billetterie                                    | France     | Paris                                 | Candélabres                                                                    |
| 2004        | Château de Versailles,                                        | France     | Versailles                            | Lustres                                                                        |